# Unterseeboot 90 (1917)
Pour les articles homonymes, voir Unterseeboot 90.
Le sous-marin allemand Unterseeboot 90 (Seiner Majestät Unterseeboot 90 ou SM U-90) a été construit par la Germaniawerft de Kiel, et  lancé le 12 janvier 1917. Il a servi pendant la Première Guerre mondiale sous pavillon de la Kaiserliche Marine.

## Engagements
Le U 90 a été lancé le 12 janvier 1917 à l'Arsenal Germania (Kiel) et a été mis en service le 2 août 1917. À partir de septembre 1917 le sous-marin est affecté à la 3. flottille sous-marine, basée à Emden et Wilhelmshaven. Les  commandants successifs du sous-marin furent Kapitänleutnant Walter Remy (du 2 août 1917 au 31 juillet 1918), Oberleutnant zur See Helmut Patzig (1er août 1918 - 31 août 1918) et Kapitänleutnant Heinrich Jeß (1er septembre 1918 - 11 novembre 1918).
Pendant la Première Guerre mondiale le U 90 effectua sept missions dans l'est de l'Atlantique nord et coula 27 navires (71 337 t de jauge brute). Des navires de pays neutres (Danemark, Norvège, Espagne) figurent également à son tableau de chasse.

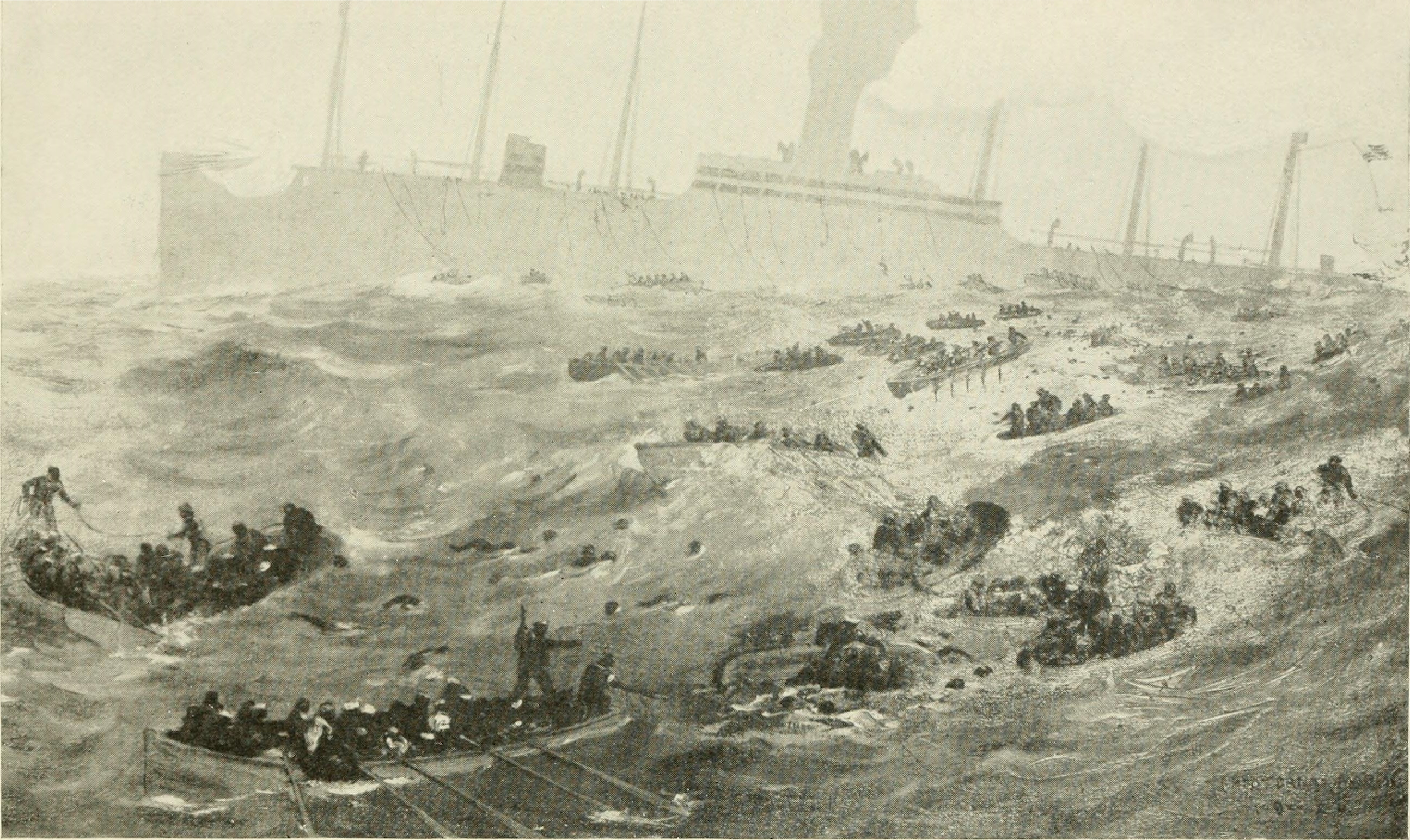
Le naufrage du President Lincoln, d'après un dessin de 1922.

Le plus gros navire coulé par U 90 était le transport de troupe américain President Lincoln (18 000 t).
Le 15 mai 1918, le U 90 détruit avec son canon la station radio sur l'île écossaise de Saint-Kilda.

## Démantèlement
En 1918, le U90 est livré avec d'autres sous-marins allemands à la Grande-Bretagne. Cette dernière n'ayant pas d'utilisation pour le sous-marin il fut démantelé en 1919-1920 à Bo'ness, en Écosse.

## Palmarès
| Date              | Nom                   | Nationalité        | Tonnage | Issue     |
| ----------------- | --------------------- | ------------------ | ------- | --------- |
| 25 septembre 1917 | Union Républicaine    | France             | 44      | coulé     |
| 27 septembre 1917 | Deux Jeannes          | France             | 50      | coulé     |
| 27 septembre 1917 | Liberté               | France             | 49      | coulé     |
| 27 septembre 1917 | Peuples Frères        | France             | 41      | coulé     |
| 30 septembre 1917 | Drake                 | Royaume-Uni        | 2 267   | coulé     |
| 30 septembre 1917 | Heron                 | Royaume-Uni        | 885     | coulé     |
| 1er octobre 1917  | Neuilly               | France             | 2 186   | coulé     |
| 3 octobre 1917    | Jeannette             | France             | 226     | coulé     |
| 20 novembre 1917  | Robert Morris         | Royaume-Uni        | 146     | coulé     |
| 21 novembre 1917  | Aros Castle           | Royaume-Uni        | 4 460   | coulé     |
| 22 janvier 1918   | Corton                | Royaume-Uni        | 3 405   | endommagé |
| 22 janvier 1918   | Victor De Chavarri    | Espagne            | 2 957   | coulé     |
| 24 janvier 1918   | Charles               | Royaume-Uni        | 78      | coulé     |
| 25 janvier 1918   | Normandy              | Royaume-Uni        | 618     | coulé     |
| 26 janvier 1918   | Union                 | France             | 677     | coulé     |
| 30 janvier 1918   | Lindeskov             | Danemark           | 1 254   | coulé     |
| 31 janvier 1918   | Martin Gust           | Empire russe       | 248     | coulé     |
| 1er février 1918  | Arrino                | Royaume-Uni        | 4 484   | coulé     |
| 16 mars 1918      | Oilfield              | Royaume-Uni        | 4 000   | coulé     |
| 28 mars 1918      | City of Winchester    | Royaume-Uni        | 114     | coulé     |
| 8 avril 1918      | Superb                | Norvège            | 489     | coulé     |
| 29 mai 1918       | Begum                 | Royaume-Uni        | 4 646   | coulé     |
| 29 mai 1918       | Carlton               | Royaume-Uni        | 5 265   | coulé     |
| 31 mai 1918       | USS President Lincoln | United States Navy | 18 168  | coulé     |
| 15 août 1918      | USS Montanan          | United States Navy | 6 659   | coulé     |
| 15 août 1918      | J. M. J.              | France             | 54      | coulé     |
| 16 août 1918      | USS West Bridge       | United States Navy | 5 189   | endommagé |
| 17 août 1918      | Escrick               | Royaume-Uni        | 4 151   | coulé     |
| 17 août 1918      | Joseph Cudahy         | United States Navy | 3 302   | coulé     |
| 24 août 1918      | Graciosa              | Portugal           | 2 276   | coulé     |
| 14 octobre 1918   | Dundalk               | Royaume-Uni        | 794     | coulé     |
| 16 octobre 1918   | Pentwyn               | Royaume-Uni        | 3 587   | coulé     |